# حقل ميدوب البركاني
حقل ميدوب البركاني هو حقل بركاني في دارفور، السودان، من العصر الهولوسيني، يتكون الحقل البركاني من تدفقات الحمم البركانية المتداخلة، والتي تغطي مساحة 100 × 50 كيلومترًا (62 ميل × 31 ميلًا) وتنبثق من حوالي 700 فتحة، معظمها مخاريط الرماد، بدأ النشاط البركاني في ميدوب منذ 6.8 مليون سنة واستمر في العصر الهولوسيني، حيث يرجع تاريخ الانفجارات الأخيرة إلى 4900 ± 520 عامًا.

## الجغرافيا والجيومورفولوجيا

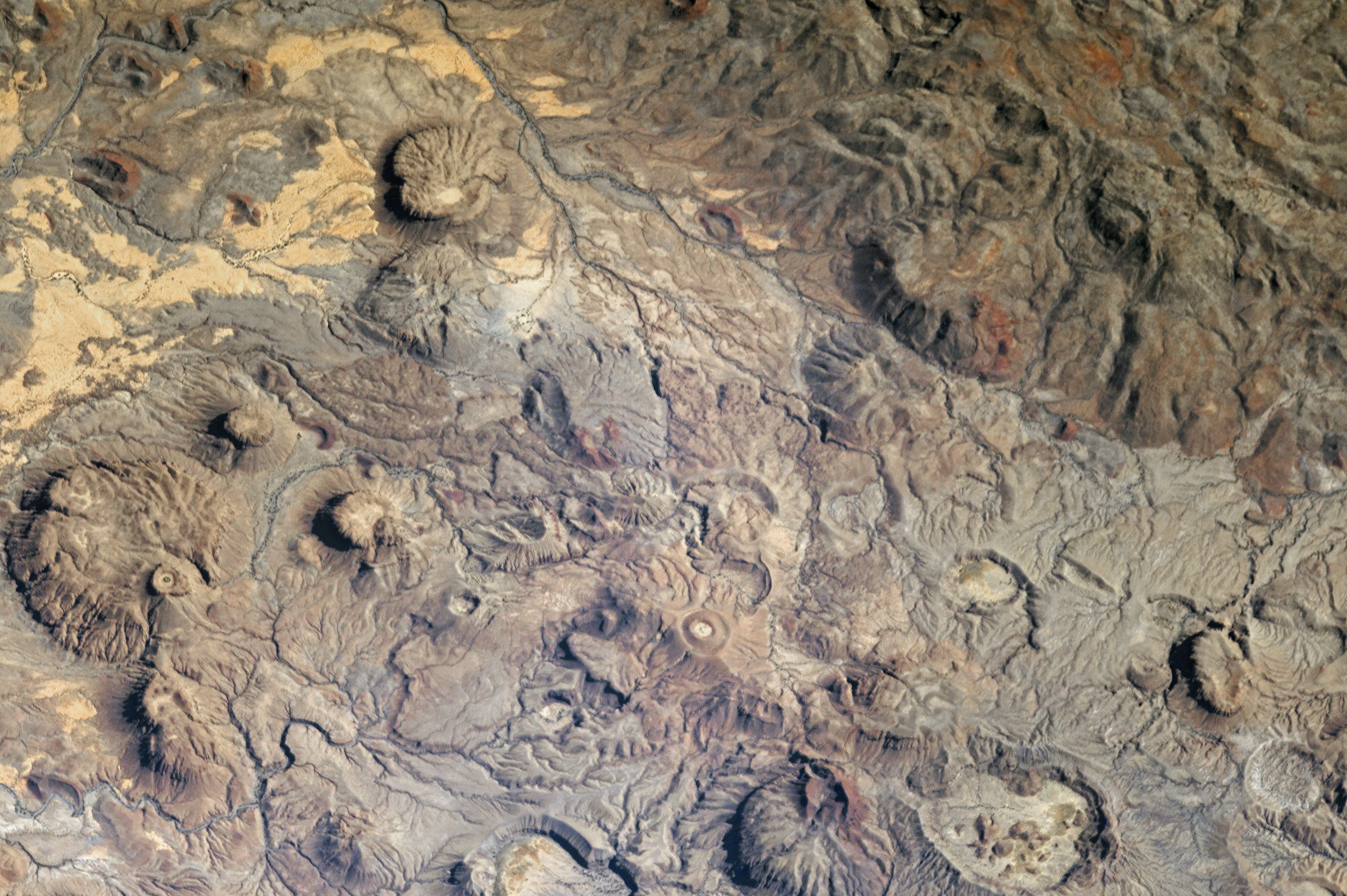
حقل ميدوب البركاني، مخاريط سكوريا، فوهات مار،

يقع حقل ميدوب البركاني في شمال دارفور وهو جزء من وسط السودان،  ويبعد عن الفاشر 220 كيلومتر (140 ميل) إلى الجنوب.
يغطي حقل ميدوب البركاني مساحة 100 × 50 كيلومتر (62 ميل × 31 ميل)،  في اتجاه الشرق والغرب، يبلغ أقصى ارتفاع له 1800 متر (6000 قدم).  ويتميز بتساقط ترسبات وتدفق الحمم البركانية بالإضافة إلى المخاريط وتدفقات الحمم البركانية.
تتراوح تدفقات الحمم البركانية بين عدة أمتار إلى عدة عشرات من الأمتار وتصل أطوالها إلى أكثر من 20 كيلومترًا (12 ميل)،  تشكل تدفقات الحمم البركانية الأخرى ما يسمى بتدفقات «ميسا»، والتي تتميز بأشكال بيضاوية أو دائرية وجوانب شديدة الانحدار.
يبلغ ارتفاع مخاريط الرماد حوالي 80 مترًا (260 قدمًا) وعرضها 500-1500 متر (1600-4900 قدم) في قاعدتها، العديد من تدفقات الحمم البركانية في الحقل تنشأ في مخاريط الرماد .

## الجيولوجيا

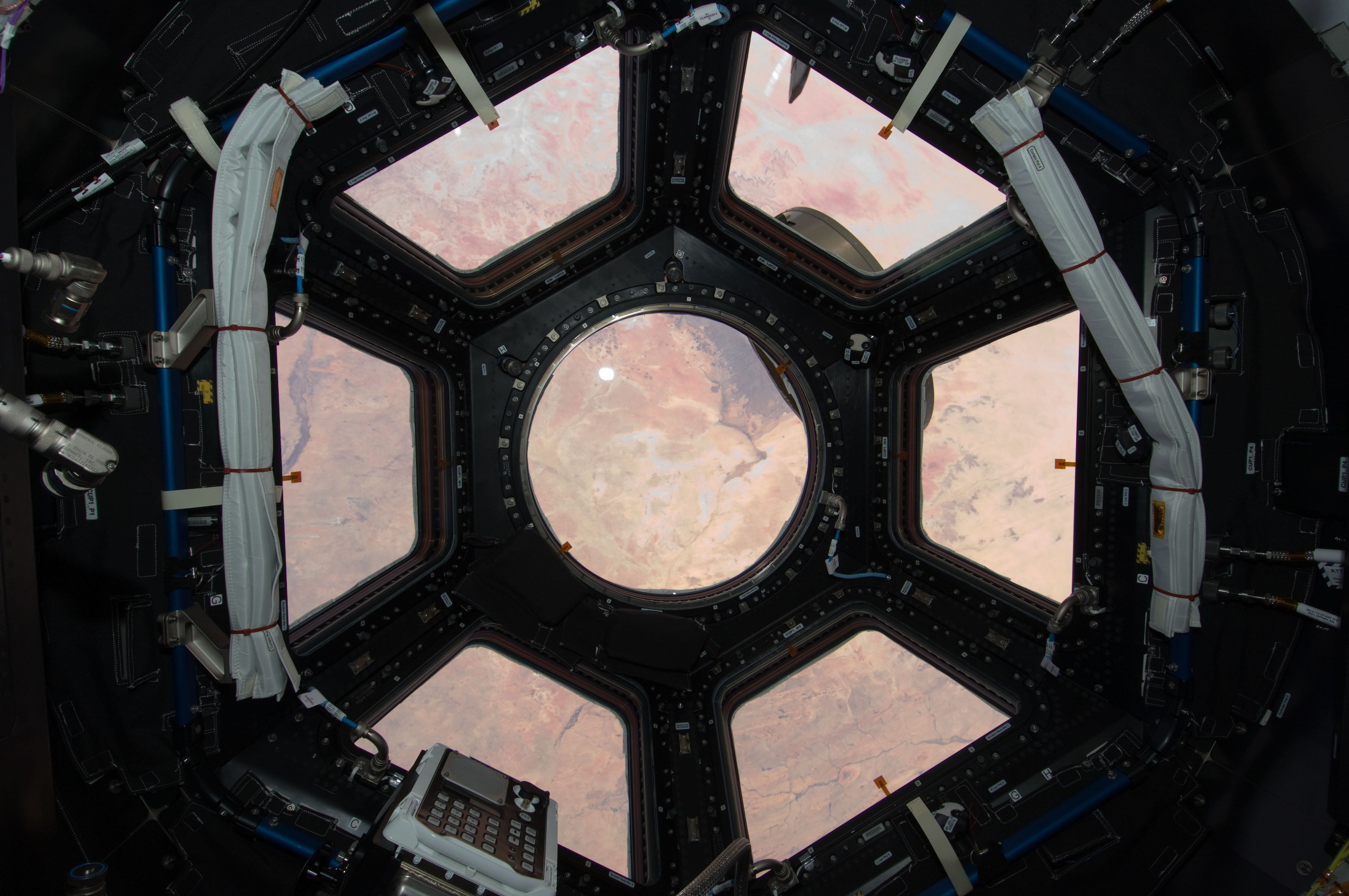
منظر القبة، حقل ميدوب البركاني

أعمدة الوشاح والتصدع هي العمليات المسؤولة عن النشاط البركاني في شمال أفريقيا ؛  في حالة الحقول البركانية في قبة دارفور مثل جبل مرة وحقل ميدوب وتلال تاجابو فإن التفسير الأكثر ترجيحًا هو عمود الوشاح .
يتكون حقل ميدوب من مختلف الصخر النارية و المتحولة  بما في ذلك الحجر الرملي النوبي،  تم إخفاء هذه الصخور تحت الصخور البركانية الحديثة، ولكن الانفجارات في الحقل حملت كتلًا كبيرة من الصخور القاعدية إلى السطح.
تتحكم الخطوط التكتونية في كل من موقع الفتحات وموضع الوديان الجافة في الحقل، هذه الملامح نشطة في أوقات مختلفة، مما يشير إلى التغيرات في مجال الإجهاد التكتوني الإقليمي.

## المناخ والغطاء النباتي

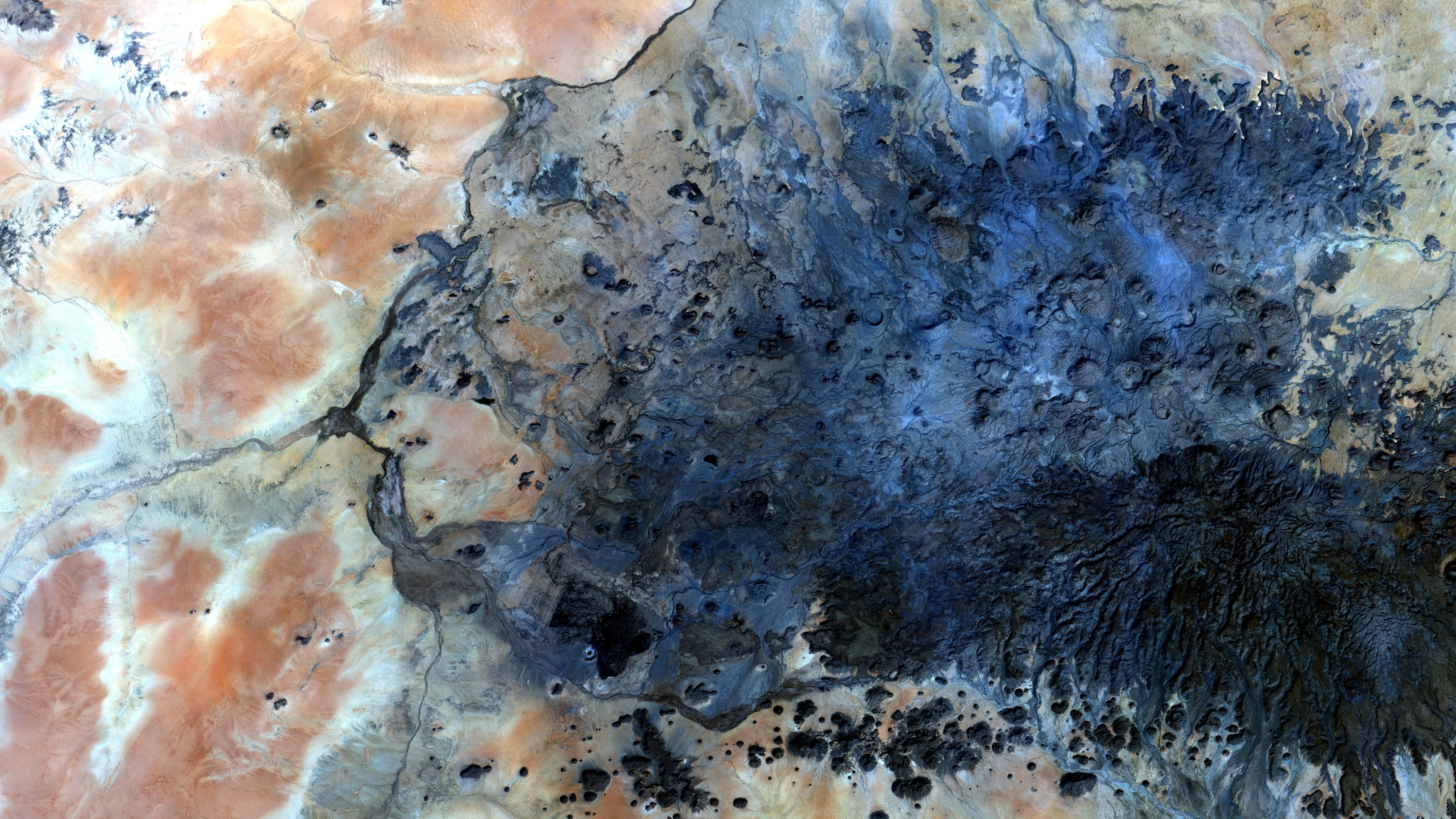
ميدوب، في دارفور، السودان.

يتراوح متوسط درجات الحرارة السنوية في بين 21-29 درجة مئوية (70-84 درجة فهرنهايت)،  يقع حقل ميدوب البركاني على الحافة الجنوبية من الصحراء الكبرى إلى الساحل، مع هطول أمطار تصل إلى 170 ملم في السنة (6.7 في / سنة)  الغالب خلال شهر الصيف، يعتقد أنه خلال العصر الهولوسيني المبكر بين 6000 و 12000 سنة مضت، كان هطول الأمطار أعلى بكثير.
يتألف الغطاء النباتي من الأعشاب والأشجارالقمئية .

## تاريخ الثوران
تم تأريخ أقدم الصخور البركانية في حقل ميدوب البركاني من خلال تأريخ البوتاسيوم والأرجون، والتي أسفرت عن أعمار 6.8 ± 0.2 و 6.5 ± 0.2 مليون سنة.

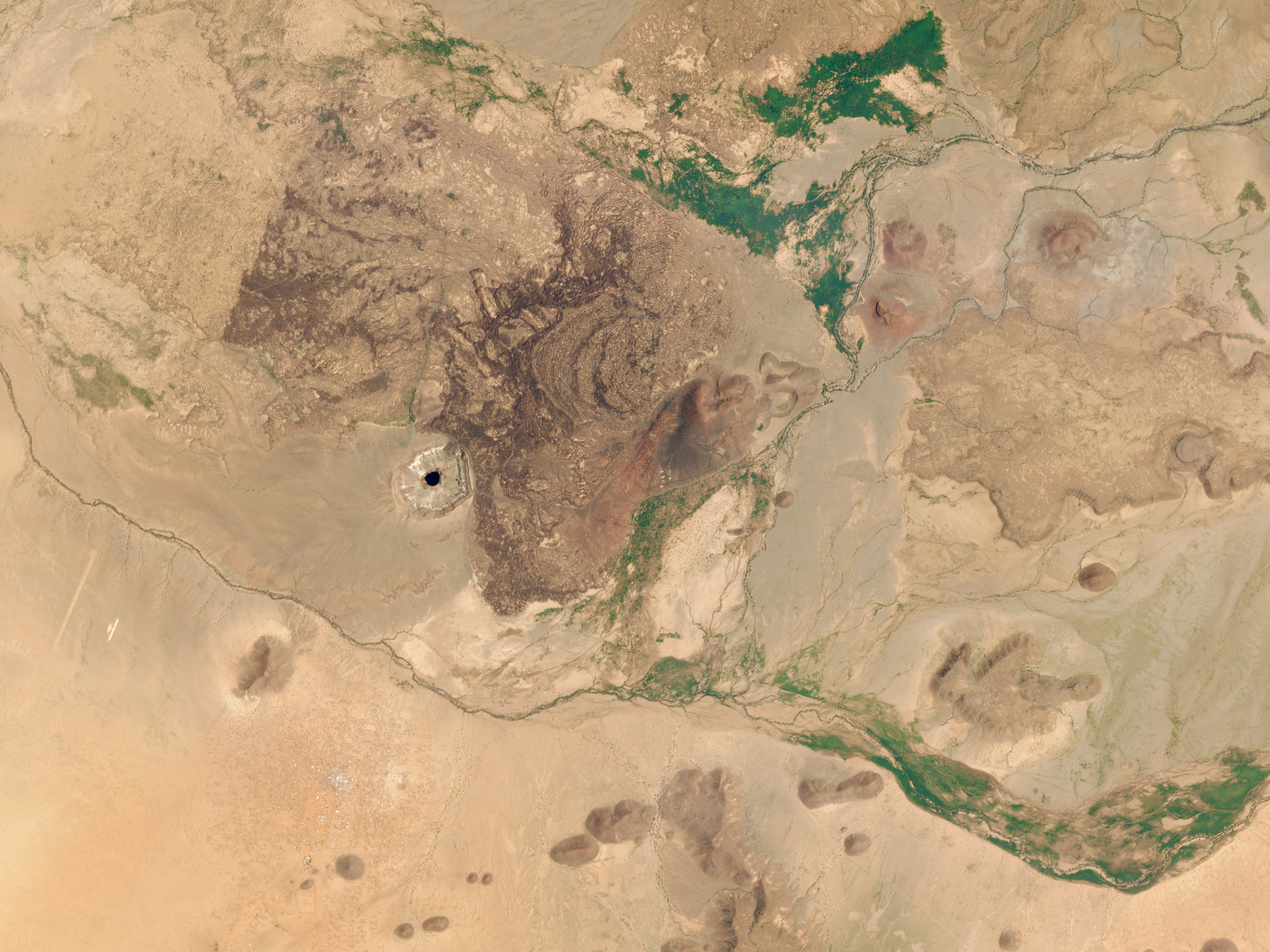
الركن الجنوبي الغربي من حقل ميدوب البركاني

وكان الحقل نشطاً خلال العصر الهولوسيني، مع لمعان بالحرارة التي يرجع تاريخها إعطاء أعمارهم بين 14600 ± 6600 - 12200 ± 3300، 10100 ± 1400 سنة،  وربما ثار البركان في الفترة ما بين 8000 ± 1600 - 7200 ± 720، 4150 ± 1450 قبل الميلاد.

### التاريخ غير البركاني
بصرف النظر عن التاريخ البراكيني، كانت العمليات التجوية والتعرية المائية نشطة في حقل ميدوب، مما أدى إلى إنتاج أغطية رسوبية واسعة النطاق خاصة على هوامش الحقل.
خلال العصر الهولوسيني المبكر والمتوسط، احتوى عدد من الحفر على بحيرات؛  وقد تركت بعض هذه البحيرات الرواسب، وكانت مأهولة بالصدفيات التي تعيش في المياه العذبة، إن تشكيل هذه البحيرات بدأ قبل حوالي 12100 سنة.